# Aras Özbiliz
Aras Özbiliz (Estambul, Turquía, 9 de marzo de 1990) es un exfutbolista armenio-neerlandés que jugaba como centrocampista.

## Selección nacional
Al contar con tres nacionalidades, Özbiliz tenía la posibilidad de jugar para las selecciones de los Países Bajos, Turquía o Armenia, decidiéndose por esta última en 2011.

## Trayectoria

### Ajax
Özbiliz es un producto del sistema juvenil del Ajax, habiendo jugado con el equipo sub-19 durante la temporada 2009-10. Debutó con el primer equipo en la victoria 3-0 sobre el VVV Venlo el 28 de noviembre de 2010.

### FC Kuban
El 8 de agosto de 2012, el FC Kuban de Rusia hizo saber que habían adquirido al jugador, pagando aproximadamente un millón de euros por su servicio. Firmó un contrato hasta 2016.

### Spartak de Moscú
El 26 de julio de 2013 se supo que el Spartak de Moscú se había adueñado del jugador por diez millones de euros, debido al alto rendimiento mostrado ese año en el Kuban.

### Beşiktaş JK de Turquía
El 22 de enero de 2016 se confirma su fichaje por el conjunto otomano.

### Rayo Vallecano
Tras pasar reconocimiento médico con el Besiktas turco, se marcha directamente a la capital de España donde jugará en calidad de cedido hasta junio de 2016 en el Rayo Vallecano. El mediocentro armenio se pone a las órdenes de Paco Jémez el 23 de enero de 2016.

## Selección de Armenia
Özbiliz tiene ciudadanía turca, neerlandesa y armenia, al haber nacido en Turquía, tener raíces armenias y haber sido criado en los Países Bajos. Pese a haber jugado en las selecciones juveniles de los Países Bajos, Özbiliz decidió jugar para la selección de Armenia en agosto de 2011, indicando que pese a que jugar para los Países Bajos a nivel mayor sería una gran oportunidad profesional, y habiendo jugado solo 2 veces para Turquía, su "corazón latía por Armenia".
Luego de obtener los papeles necesarios, hizo su debut con la selección de Armenia el 29 de febrero de 2012, además de anotar su primer gol en la victoria 3-1 en un amistoso jugado contra Canadá.

## Palmarés

### Títulos nacionales
| Título                  | Club                | País         | Año  |
| ----------------------- | ------------------- | ------------ | ---- |
| Eredivisie              | Ajax de Ámsterdam   | Países Bajos | 2011 |
| Eredivisie              | Ajax de Ámsterdam   | Países Bajos | 2012 |
| Superliga de Turquía    | Beşiktaş J. K.      | Turquía      | 2017 |
| Liga Premier de Armenia | F. C. Pyunik Ereván | Armenia      | 2022 |
| Copa de Armenia         | F. C. Urartu        | Armenia      | 2023 |
| Liga Premier de Armenia | F. C. Urartu        | Armenia      | 2023 |